# 1142

## Починали
- 21 април – Пиер Абелар, френски философ, богослов и поет